# Кадури, Эллис

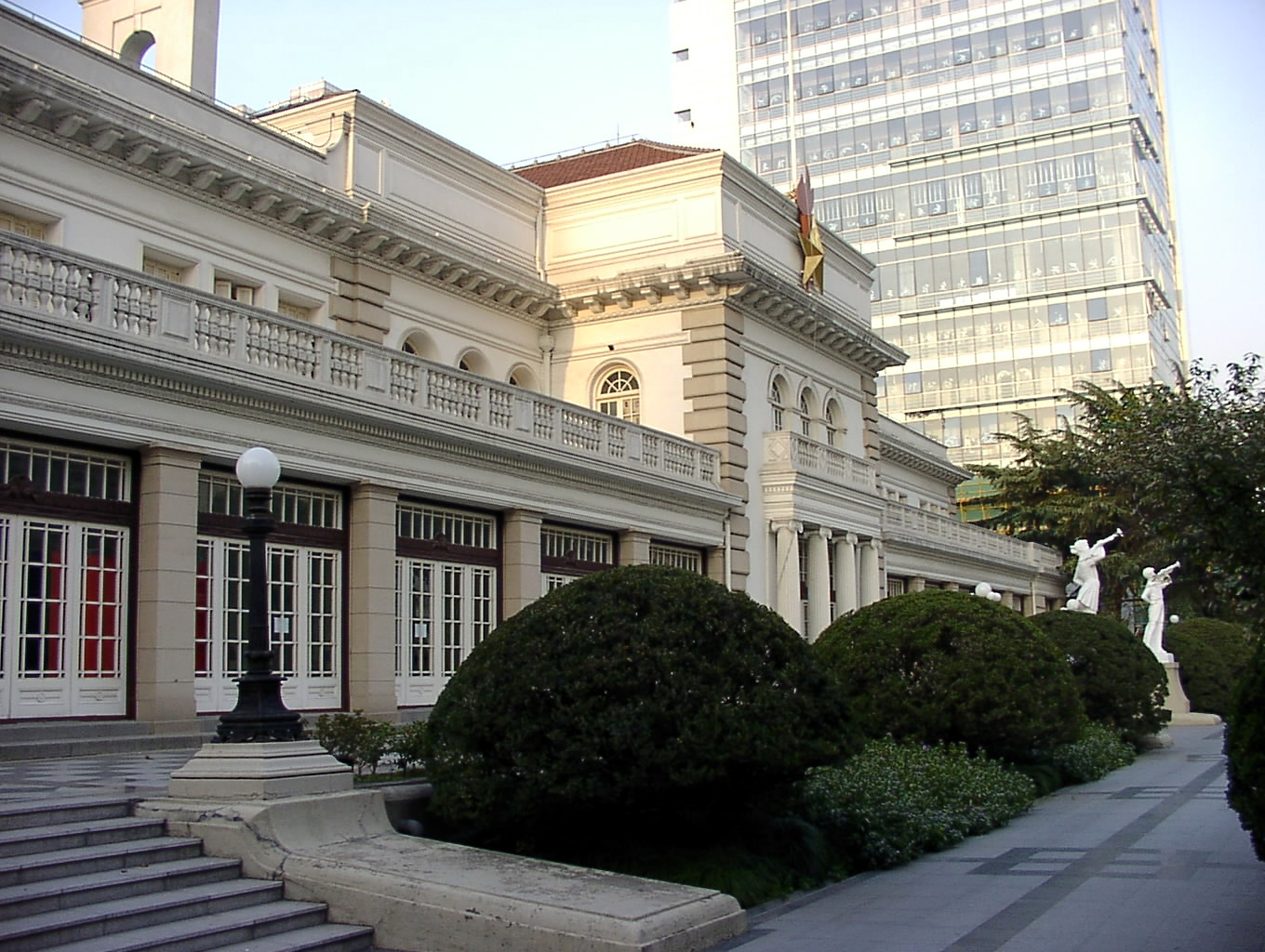
Marble Hall Кадури в Шанхае

Сэр Эллис (Элияху) Кадури (англ. Ellis Kadoorie; 1865 год, Гонконг — 24 февраля 1922 года, Гонконг) — предприниматель и филантроп еврейского происхождения, член влиятельной семьи выходцев из Багдада Кадури (старший брат сэра Элли Кадури и дядя Лоуренса Кадури), меценат сельскохозяйственной школы в Палестине, рыцарь ордена Британской империи.

## Биография
Изначально семья Кадури происходила из числа багдадских мизрахимов, которые в середине XVIII века перебрались в Бомбей, а затем рассеялись по британским владениям на Дальнем Востоке. Эллис Кадури родился в Гонконге в 1865 году, в 1880 году он вместе с младшим братом прибыл из Бомбея в Шанхай как сотрудник торгового дома David Sassoon & Sons. Скопив денег, Эллис начал собственный бизнес и вскоре уже владел несколькими крупными компаниями в Гонконге и Шанхае.
В 1901 году в Гонконге была основана China Light and Power Company, которая в 1903 году ввела в эксплуатацию свою первую электростанцию и с 1919 года начала с помощью фонарей освещать улицы Коулуна. На пике своего могущества братья Эллис и Элли Кадури контролировали пакеты акций не только China Light and Power Company, но и The Hongkong and Shanghai Banking Corporation, паромной компании Star Ferry, текстильных фабрик и каучуковых плантаций, а также владели обширной недвижимостью и гостиничной сетью The Hongkong Hotel Company (сегодня известна как Hongkong and Shanghai Hotels).
С начала XX века Эллис Кадури активно занимался благотворительной деятельностью, был учредителем Общества китайских школ Эллиса Кадури, которое основало несколько школ в Гонконге, Гуанчжоу и Шанхае (до сегодня сохранились средняя школа имени сэра Эллиса Кадури в Западном Коулуне и средняя школа Юкай в Шанхае). Кроме того, он финансировал еврейские школы и колледжи в Багдаде и Бомбее. В 1917 году Эллис Кадури был посвящён в рыцари ордена Британской империи.
Эллис Кадури умер в 1922 году в Гонконге и был похоронен на местном еврейском кладбище. Согласно его завещанию, 100 тыс. фунтов было направлено на развитие образования в Британской Палестине. Комитет по освоению этих денег возглавлял Герберт Луис Сэмюэл. В итоге на пожертвование Эллиса были построены Сельскохозяйственная школа имени Кадури для евреев Нижней Галилеи и сельскохозяйственная школа для арабов в Тулькарме.

## Память и наследие
- Палестинский технический университет имени Кадури (Палестина)
- Сельскохозяйственная школа имени Кадури (Израиль)
- Средняя школа сэра Эллиса Кадури (Гонконг)

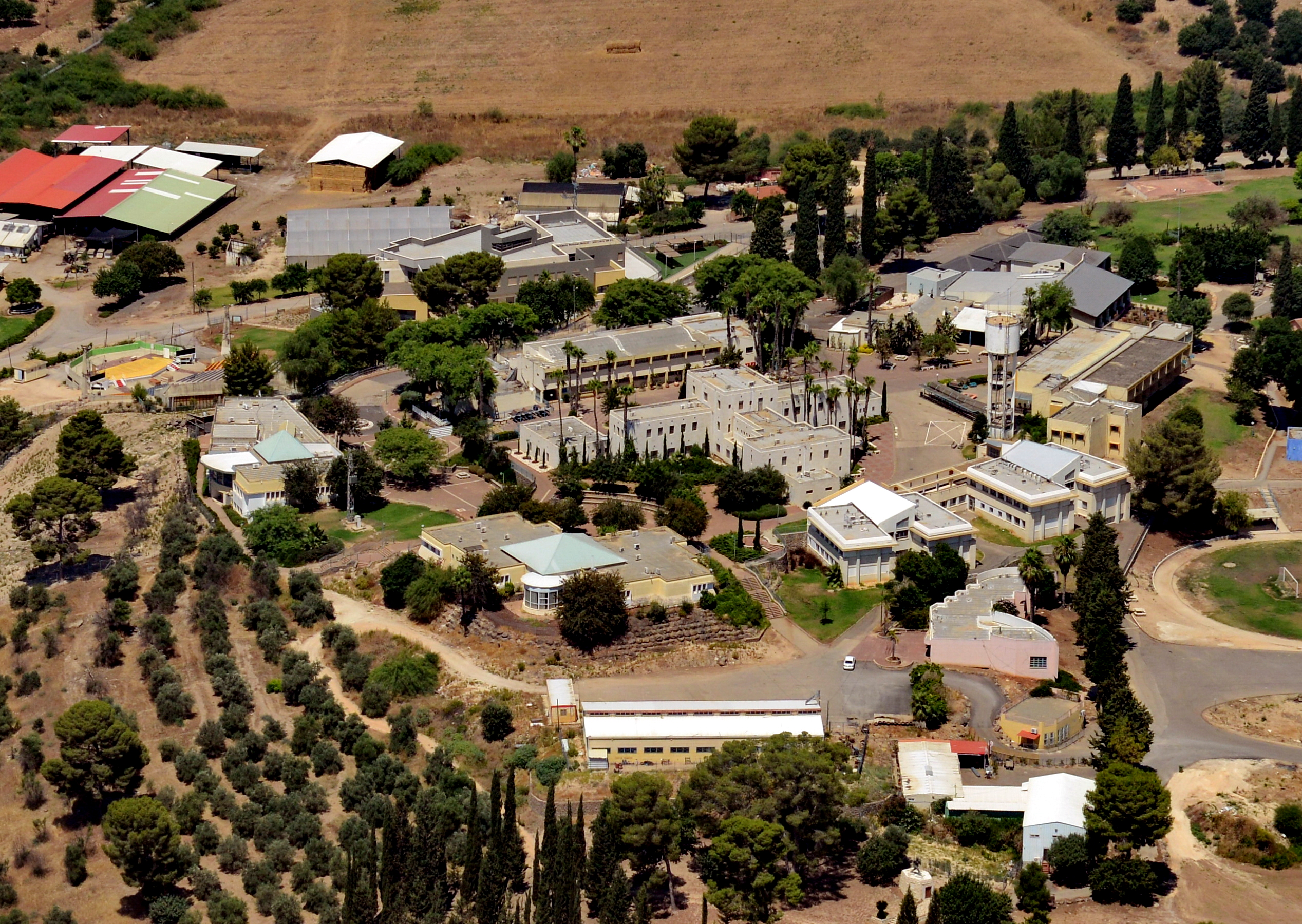
Школа Кадури в Израиле
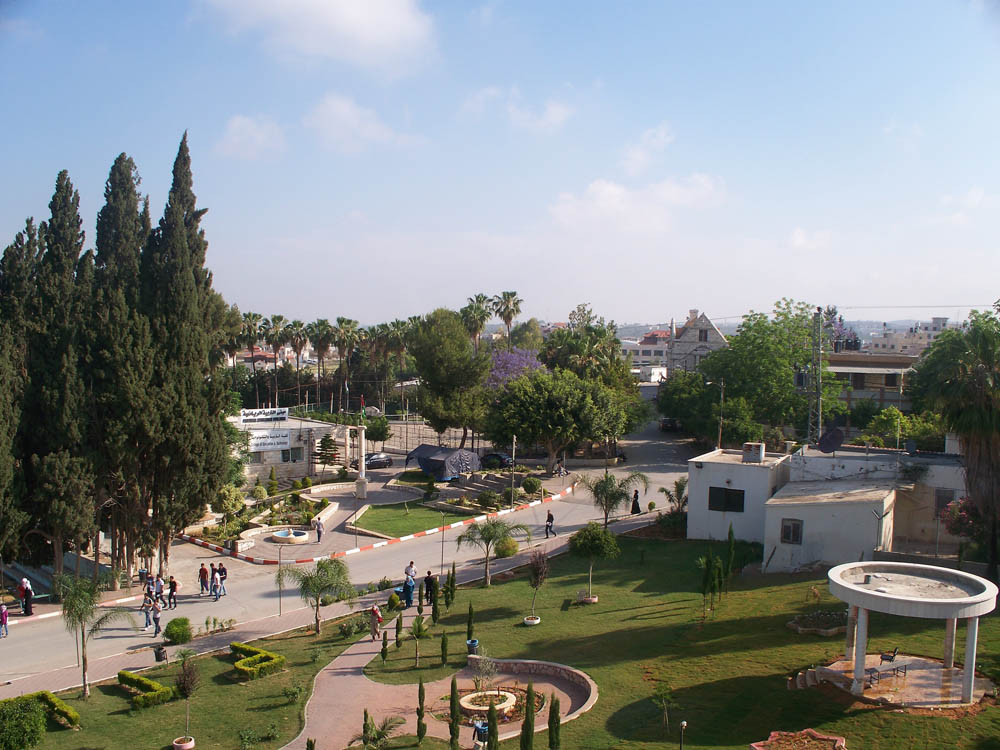
Университет Кадури в Палестине
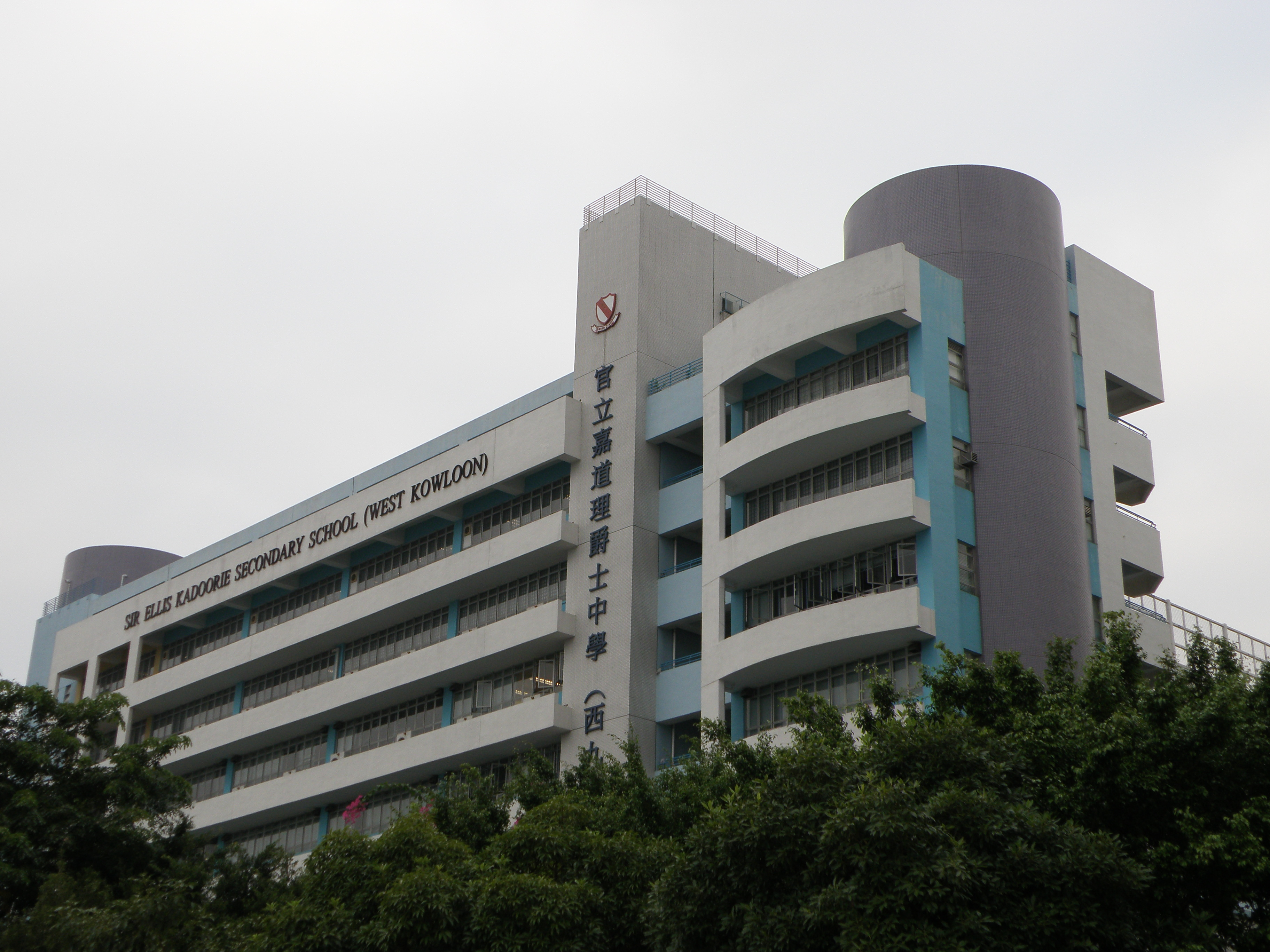
Школа Кадури в Гонконге
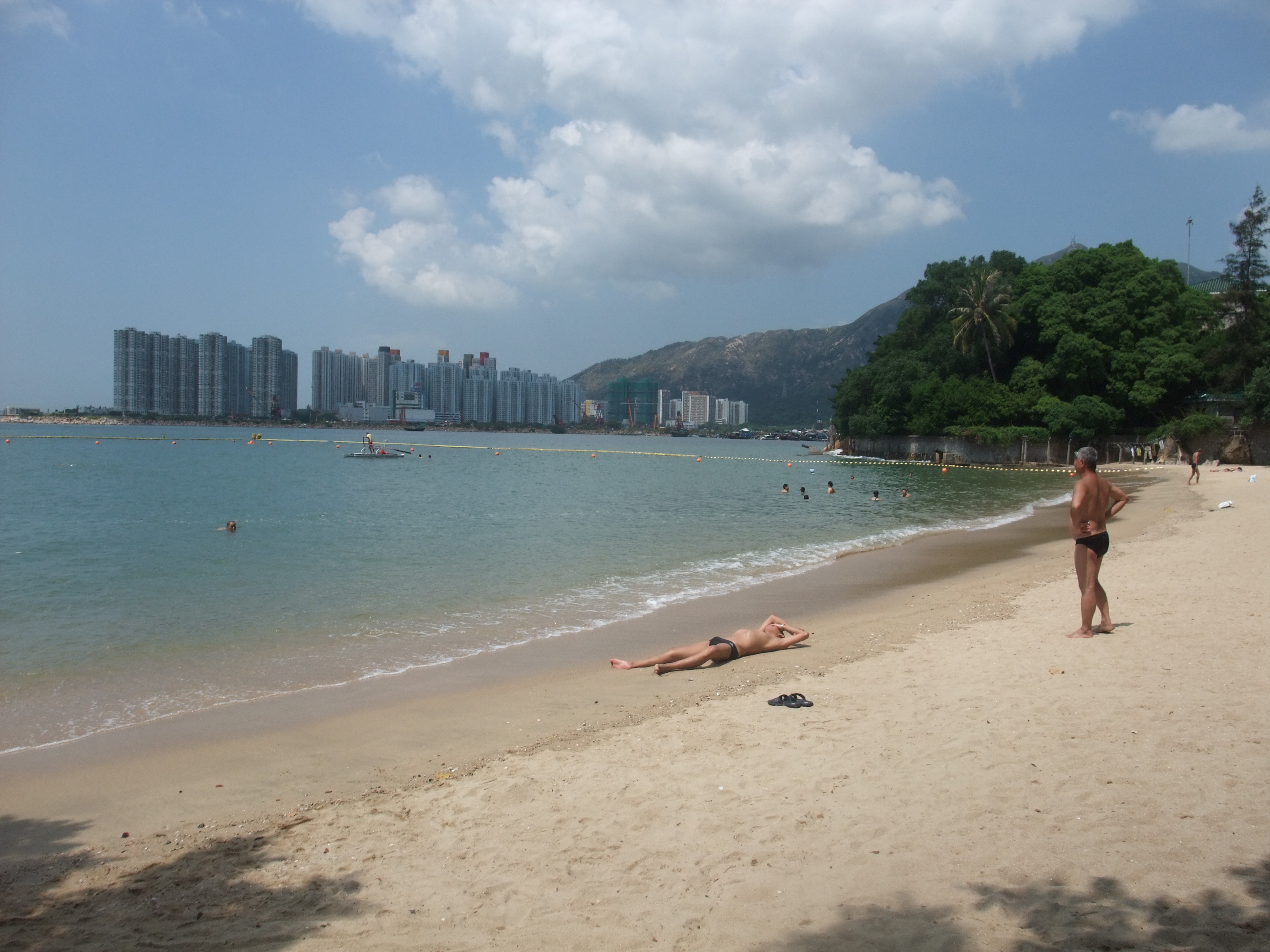
Пляж Кадури в Гонконге
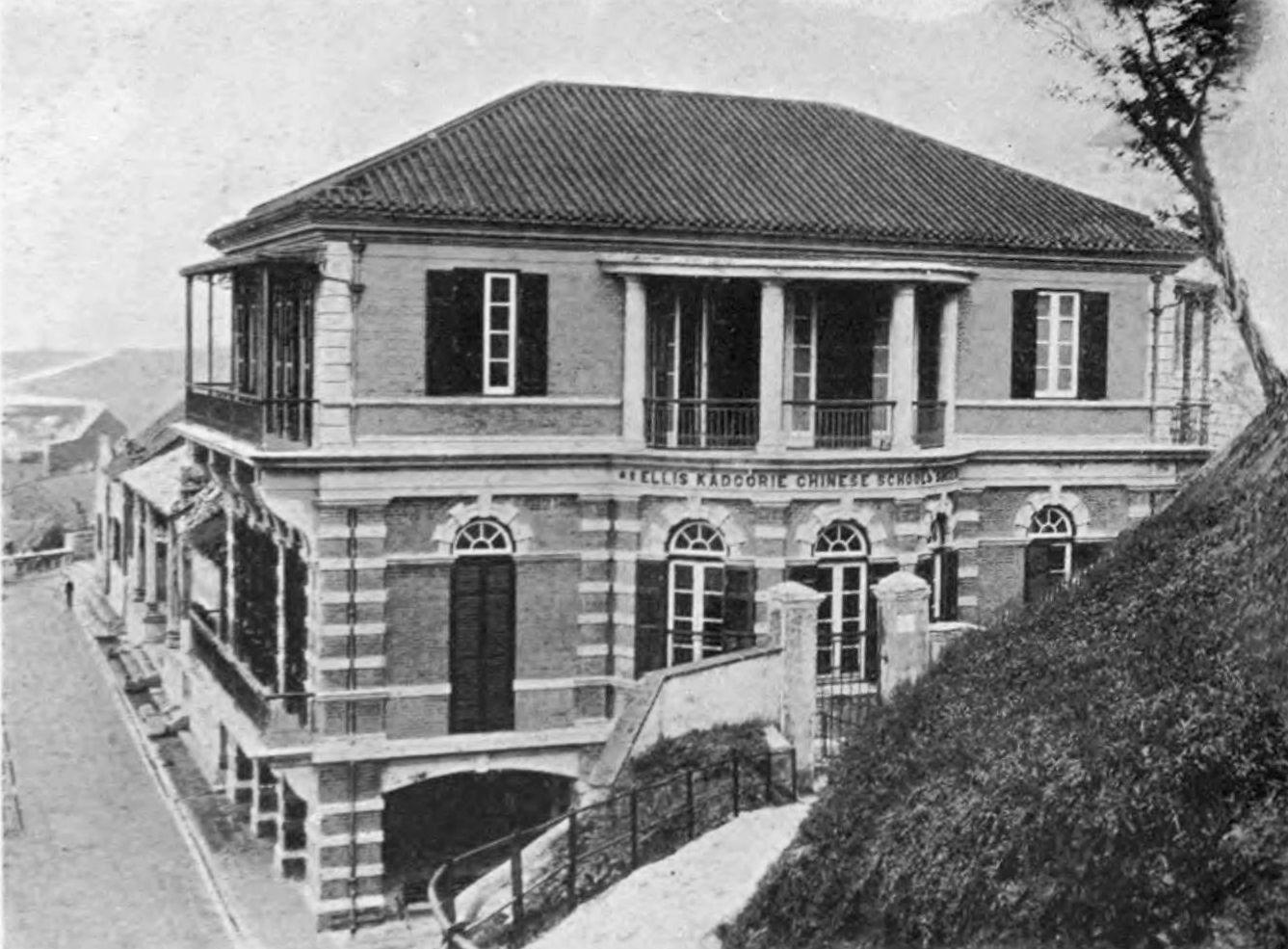
Общество китайских школ Эллиса Кадури, 1908 год